# ليندا غراي سكستون
ليندا غراي سكستون (بالإنجليزية: Linda Gray Sexton)‏ (21 يوليو 1953، نيوتن في الولايات المتحدة)؛ كاتِبة وروائية أمريكية.